# Kościół Miłosierdzia Bożego w Legionowie
Kościół Miłosierdzia Bożego w Legionowie – rzymskokatolicki kościół parafialny należący do parafii pod tym samym wezwaniem (dekanat legionowski diecezji warszawsko-praskiej).
Starania o pozwolenie na budowę świątyni i budynków administracyjnych zakończyły się w dniu 11 stycznia 1984 roku uzyskaniem odpowiedniej zgody. W dniu 31 grudnia 1985 roku biskup Jerzy Modzelewski poświęcił krzyż i plac pod przyszły kościół. W dniu 29 maja 1988 roku biskup Kazimierz Romaniuk dokonał wmurowania kamienia węgielnego. Od 1 grudnia 1991 roku wszystkie nabożeństwa były odprawiane w budującej się świątyni. Budowa kościoła, zaprojektowanego przez architektów: Krzysztofa Chwaliboga i Ryszarda Girtlera, a także prace wykończeniowe trwały aż do konsekracji, której dokonał biskup Kazimierz Romaniuk w dniu 2 czerwca 2002 roku.